# 阿尔泰兹达松
阿尔泰兹达松（法語：Arthez-d'Asson，法語發音：[aʁtɛz dasɔ̃]，意为“阿松的阿尔泰兹”）是法国大西洋比利牛斯省的一个市镇，属于波城区。

## 地理
阿尔泰兹达松（43°5'23"N, 0°15'7"W）面积7.32 平方千米，位于法国新阿基坦大区大西洋比利牛斯省，该省份为法国东南部省份，涵盖了贝阿恩与北巴斯克，西临大西洋比斯開灣，北至朗德省，东北接热尔省，东临上比利牛斯省，南与西班牙接壤。
与阿尔泰兹达松接壤的市镇（或旧市镇、城区）包括：阿松、布鲁日-卡比斯-米法热。
阿尔泰兹达松的时区为UTC+01:00、UTC+02:00（夏令时）。

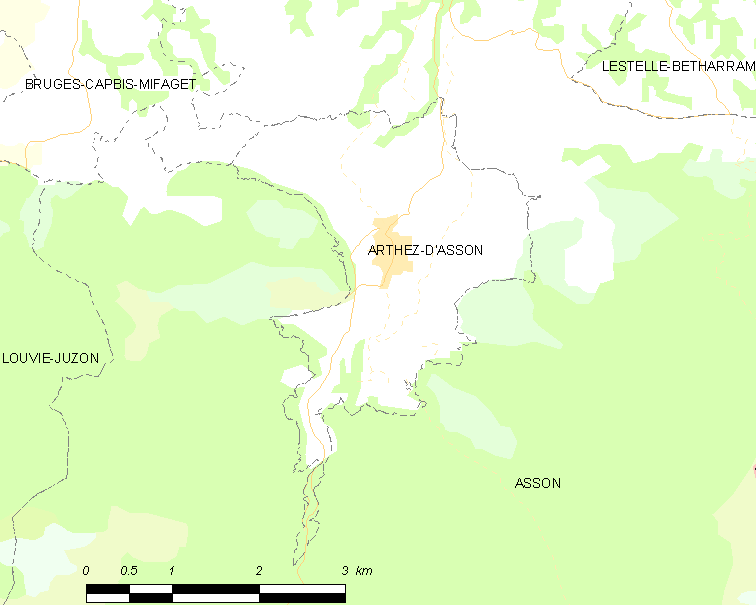
阿尔泰兹达松的OSM定位图

## 行政
阿尔泰兹达松的邮政编码为64800，INSEE市镇编码为64058。

## 政治
阿尔泰兹达松所属的省级选区为乌佐姆河、激流与内兹河岸县。

## 人口

1962-2008年间阿尔泰兹达松人口变化图示

阿尔泰兹达松于2022年1月1日时的人口数量为458人。